# The Gathering (együttes)
A The Gathering egy holland zenekar ami a kilencvenes évek második felében vált igazán ismertté, miután csatlakozott hozzájuk egy új énekesnő, Anneke van Giersbergen.
Az első két albumuk, az Always… (1992) és az Almost a Dance (1993) négy különböző férfi énekes közreműködésével jelent meg. Ezek még gothic metal, illetve doom metal albumok. A zenekar stílusa akkor változott meg jelentősen, mikor Anneke van Giersbergen lett az énekes. Ezután jelent meg a Mandylion 1995-ben, ami az első albumuk volt az új énekesnővel.
A következő stúdióalbumok, a Nighttime Birds (1997), a How to Measure a Planet? (1999), az if_then_else (2000), és a Souvenirs (2003) mutatták azt a folyamatot, ahogyan az együttes eltávolodik a gothic metal-tól és egyre közelebb kerül az alternatív rock-hoz. A 2004-ben kiadott Sleepy Buildings egy félakusztikus előadás volt, amit két éjszaka alatt rögzítettek.
A zenekar Home című albuma 2006 áprilisában jelent meg Európában és Észak-Amerikában.
2007. június 5-én a The Gathering bejelentette, hogy Anneke kilép az együttesből 2007. augusztusában, mert szeretne több időt fordítani a családjára, és új saját zenekarára, aminek a neve Agua de Annique.
Az együttes kilencedik stúdióalbuma 2009. májusában jelenik meg The West Pole címmel. 2009. márciusában az együttes bejelentette, hogy az új énekes Silje Wergeland lesz, aki az Octavia Sperati nevű norvég együttesnek volt az énekesnője. A lemezen egyébként még két vendégénekesnő is szerepel; az egyik a holland Anne van Den Hoogen, a másik pedig a mexikói Marcela Bovio (utóbbi a Stream of Passion nevű együttes énekesnője).

## Diszkográfia

### Stúdióalbumok
- Always... (1992)
- Almost a Dance (1993)
- Mandylion (stúdióalbum) (1995)
- Nighttime Birds (1997)
- How To Measure a Planet? (1998)
- if then else (2000)
- Souvenirs (2003)
- The Musical History Tour (2005) (ez egy történelmi oktatóanyag zenei része volt)
- Home (2006)
- The West Pole (2009)
- Disclosure (2012)
- Afterwords (2013)
- Beautiful Distortion (2022)

### Koncertalbumok
- Superheat (2000)  Century Media
- Sleepy Buildings - A Semi Acoustic Evening (2004)  Century Media
- A Noise Severe (2007)  Psychonaut Records

### EP-k
- Adrenaline / Leaves (1996) Century Media
- Amity (2000) Century Media
- Black Light District (2002) Psychonaut Records
- City From Above (2009) Psychonaut Records
- A Sound Relief (2010) Psychonaut Records
- Afterlights (2012) Psychonaut Records

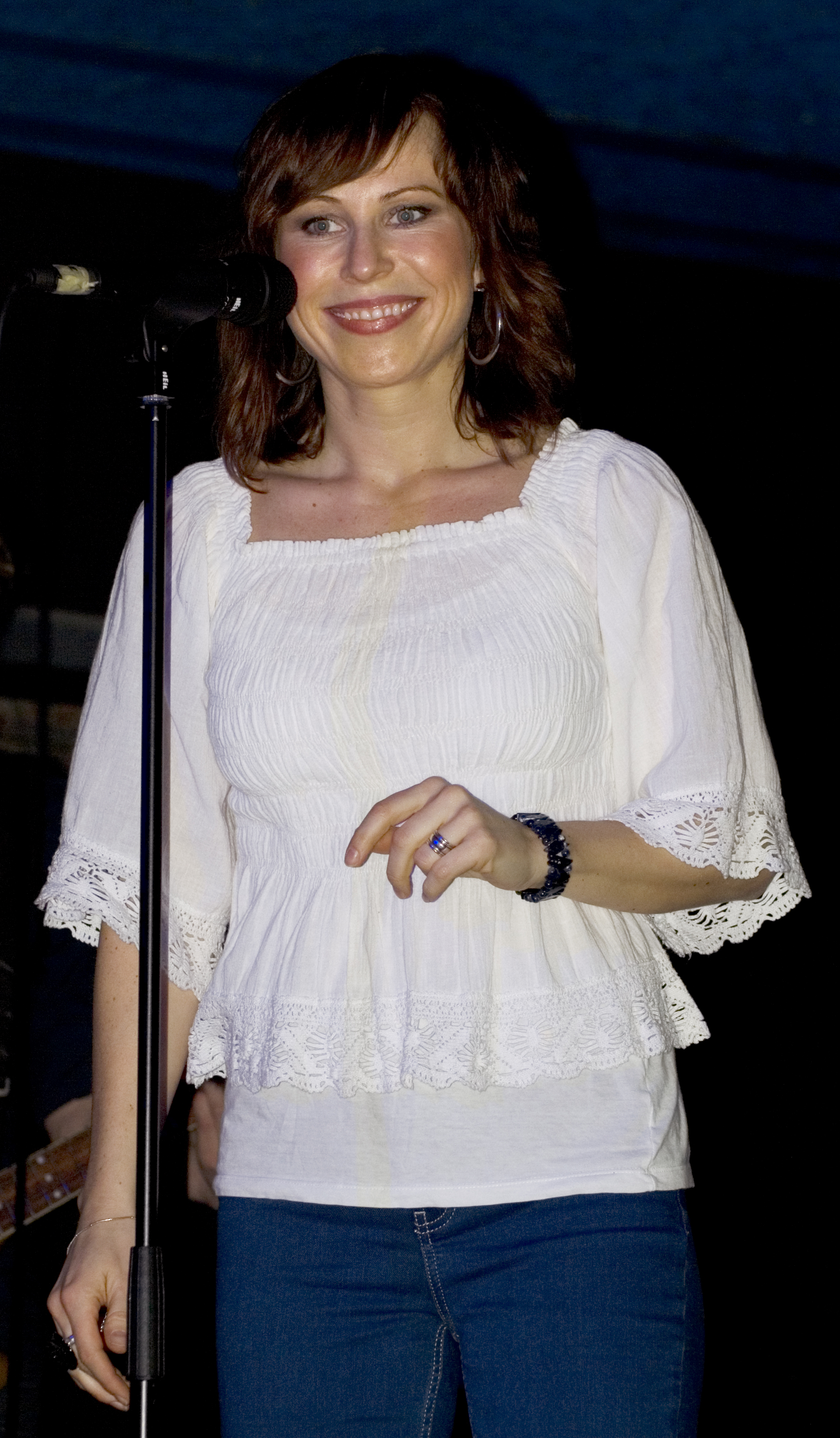
Silje Wergeland Budapesten, 2010-ben

### Kislemezek
- Strange Machines (1995) Century Media
- Kevin's Telescope (1997) Century Media
- The May Song (1997) Century Media
- Liberty Bell (1998) Century Media
- Rollercoaster (2000) Century Media
- Monsters (2003) Psychonaut Records
- You Learn About It (2003) Psychonaut Records
- Alone (2006) I Scream Records - Split single with Green Lizard, 5,000 copies limited edition giveaway at Sziget festival, Budapest, 2006

### Összeállítások
- Downfall - The Early Years (2001) Hammerheart Records
- Accessories - Rarities and B-Sides (2005) Century Media
- Downfall (2008) Restored, remastered plus 7 never released songs, double CD, Vic Records

### Gyűjtemények
- Sand and Mercury - The Complete Century Media Years (2008) Century Media including:
  - Mandylion
  - Nighttime Birds
  - How To Measure a Planet? [CD1]
  - How To Measure a Planet? [CD2]
  - Superheat
  - if_then_else
  - Accessories – Rarities
  - Accessories – B-sides
  - Sleepy Buildings
  - In Motion

### Demók
- An Imaginary Symphony (1990)
- Moonlight Archer (1991)
- promo demo / pre production (1992), 6 tracks. Released on Vic Records 'Downfall double cd 2008

### Feldolgozások
Dalok, amiket a The Gathering feldolgozott.
- "Life's What You Make It" (by Talk Talk)
- "In Power We Entrust The Love Advocated" (by Dead Can Dance)
- "When The Sun Hits" (by Slowdive)
- "Dethroned Emperor" (by Celtic Frost)